# Tiraque
Tiraque – miasto w Boliwii, w departamencie Cochabamba, w prowincji Tiraque.